# B'z
B'z (ビーズ, Bīzu) és un grup de hard rock japonès, format per Tak Matsumoto (松本 孝弘, Takahiro Matsumoto, productor, compositor, guitarrista) i per Koshi Inaba (稲葉 浩志 Inaba Kōshi, lletrista, vocalista).
B'z ha tret 43 singles que han aconseguit el lloc número 1 consecutivament, 23 àlbums també al lloc número 1 consecutivament i ha venute més de 79 milions de discs només al Japó. Recomanats per Steve Vai, B'z es va convertir en el primer grup d'Àsia en tenir les empremtes a la RockWalk de Hollywood.

## Història

### Formació i debut: 1988-1990
El 1987, Tak Matsumoto havia treballat com a guitarrista tant en l'enregistrament com en directe d'artistes importants com Mari Hamada i TM Revolution. Malgrat tot, volia crear la seva pròpia banda per expressar la seva creativitat, i a la primavera de 1988, mentre va completar el seu primer àlbum en solitari Mil Wawe, va començar la recerca de membres. La seva companyia de discos, Being Giza li va proporcionar diversos cantants i músics. Matsumoto va quedar particularment impressionat per la veu d'un cantant desconegut, Koshi Inaba, i després d'una breu audició va decidir acceptar-lo com a membre de la banda. A causa que Matsumoto va ser incapaç de trobar altres músics, i que era una era dominada per l'electrònica i digital, els únics sons que en la seva opinió no podien faltar eren la guitarra i la veu. Per tant, va decidir deixar la banda composta només per dos membres.
B'z va debutar el 21 setembre 1988, amb el single Dakara sono te o hanashite de l'àlbum homònim B'z. La música era un producte de la seva època, de sintetitzador, compartit amb sampler i guitarra. Era un so experimental, molt diferent del seu rock actual. Ni el single ni l'àlbum van aconseguir l'èxit esperat, i no va poder entrar a les llistes d'Oricon. A diferència de moltes altres bandes japoneses que començaven a tocar, B'z va decidir centrar-se en el seu pròxim projecte, i deixar els concerts per quant tinguessin prou temes per tocar durant una hora i mitja. El seu segon àlbum,OFF THE LOCK, va sortir el 21 de maig de 1989, aquesta vegada en un single Kimi no naka de odoritai. L'àlbum va ser més ben rebut que el seu predecessor, però no va poder entrar a la llista Oricon. El següent mes de juny, el duet fa concerts a Nagoya, Osaka i Tòquio al tour LIVE GYM #00 "OFF THE LOCK". La definició de "LIVE GYM s'aplicaria a totes les seves gires.
El 21 de febrer de 1990, van fer una nova gira. La publicació més important d'aquest període va ser probablement el single Taiyo no Komachi Angel, que va arribar al primer lloc d'Oricon. Un segon mini-àlbum, WICKED BEAT, va ser llançat el 21 de juny, però a diferència de BREAK THROUGH no va ser tant publicitat. El seu quart àlbum, RISKY, que va ser llançat el 7 de novembre del 1990, va aconseguir el primer lloc en les llistes i guanyar un disc de platí. Tant els singles com els àlbums posteriors van debutar en el primer lloc en la classificació, una posició que encara ara està invicte.

### Hard Rock: 1991-1992
El 27 de març surt el single LADY NAVIGATION i el costat B Pleasure '91 -jinsei no kairaku-, li va donar el nom a la gira d'estiu que es va fer el mateix any, B'z LIVE-GYM "Pleasure'91". El 28 d'octubre va sortir l'àlbum RUN que era el sisè, estava més orientat al rock que el seu predecessor.
Un altre mini-album, Friends, va sortir el 12 de desembre. Era completament diferent a l'anterior àlbum, una mena d'àlbum conceptual, que analitza les etapes d'una història d'amor.

### Blues: 1993-1994
Durant l'any 1993, B'z se centra principalment en actuacions en directe i en l'enregistrament del seu setè àlbum, publicant només dos singles. Un d'ells Ai no mama ni wagamama ni boku wa kimi dake o kizutsukenai, publicat el 17 de març, segueix sent un dels seus singles més reeixits, amb més de dos milions de còpies venudes.
El B'z LIVE-GYM '93 ”RUN” va durar de gener a juny, femt un total de 49 concerts. Aqueññ estiu van tenir el seu primer concert a l'aire lliure al parc Nagisa a la prefectura de Shizuoka. L'esdeveniment, B'z LIVE-GYM Pleasure'93 ”JAP THE RIPPER” va reunir més de 100.000 persones en les dues dates (31 de juliol i 1 d'agost), i posteriorment es documentat al vídeo LIVE RIPPER, publicat el 8 de desembre del mateix any.
El 9 de febrer de 1994 comença el B'z LIVE-GYM '94 "The 9th Blues", el seu tour més difícil aleshores, que es dividiria en dues parts, per fer un total de 87 concerts en un any. El mateix dia va sortir el single Don't Leave Me.

### L'adopció del J-pop: 1995-1998
El primer semestre de 1995, B'z va passar el seu temps gravant i creant nombroses demostracions. A més a més se celebra la gira "Pleasure '95 Buzz Stadium" amb 12 concerts en 7 ciutats. El seu vuitè àlbum,Loose, va sortir el 22 de novembre. Loosese centra en el concepte original d'una banda de dos membres. Tot i la combinació de rock amb sons pop, aquest disc està ben equilibrat amb una varietat de sons. L'àlbum va vendre més de 3 milions de còpies, considerat el més venut de B'z.
El B'z Live-Gym '96 "Spirit Loose" tour, va començar el 15 de març de 1996 i va celebrar 44 concerts en 21 localitats. El xou va obrir amb una breu pel·lícula de B'z acció, a Los Angeles. Poc temps després, B'z va llançar el seu mini-sisè àlbum titulatFriends II el 25 de novembre. L'àlbum anava orientat a un rock per a adults.
El 29 de gener de 1997, Inaba treu el seu primer disc en solitari, Magma. Inaba cva encarregar-se d'escriure tota la música i les lletres. L'àlbum, que va encapçalar les llistes, va mostrar una altra faceta d'ell, diferent a la de la seva imatge habitual a B'z. Al març, fan la gira "Pleasure '97 Fireball" amb 9 actuacions en cinc localitats. Les entrades per a cada concert, de prop de 30 a 50 mil persones cada un, es van vendre totes. La gira va incloure: Tòquio (3 nits), Nagoya, Osaka, Fukuoka i Maebashi, tots assolint molt d'èxit. El 19 de novembre, el seu novè àlbum Survive va mostrar una altra nova direcció en el so i l'estil.
Per promoure'l, van incloure actuacions en sales de concerts a Akita, Hakodate, Kōchi, Shiga, i Nagasaki, abans de fer la gira principal. La "B'z Live-Gym '98 Survive" va començar el 24 de gener de 1998. El 20 de maig, B'z va llançar el seu primer àlbum recopilatori oficial, B'z The Best "Pleasure", que també va marcar el seu 10è aniversari des del seu debut. Cada cançó inclosa en l'àlbum va ser un gran èxit, i va ser molt aclamat i primera remesa havia venut més còpies que qualsevol altre artista en la història japonesa. En aquest àlbum, les seves vendes al Japó va superar 50 milions de discos, convertint-se en el primer artista a fer-ho després de l'existència d'Oricon. El 6 de juny, la gira "Survive" va acabar amb èxit.

### Descans: 1998-1999
A mitjan any 1998, B'z entra en un període de descans i de gravació. Tant en Tak com en Koshi volien començar projectes en solitari, i en aquest període van tenir l'oportunitat de començar. Durant aquest temps, el 20 de setembre, el seu segon millor àlbum d'èxits,B'z The Best "Treasure" va ser rellançat. Després d'un llarg període, el 16 de desembre, Koshi Inaba va treure el seu primer single en solitari, Tooku Fet.
A principis de 1999, Tak fa el mateix llançant el seu primer single en solitari: The Changing el 25 de març, sent la primera vegada que havia cantat en un enregistrament. El single va entrar en el lloc número 2 en la seva primera setmana a les llistes. El 14 d'abril, va llançar l'àlbum Knockin' "T" Around que conté molts temes més cantats per ell i s'inclou a més, la cançó de la Fórmula-1 del 99 Go Further. Tot i això, abans del llançament de l'àlbum, B'z ja havia començat a gravar un altre cop.

### La dècada dels 2000: 2001-2007
El 26 de febrer de 2001, hi ha el "Live-Gym B'z 2001 -Eleven-". La majoria dels xous d'aquesta gira van ser exclusius per als membres del club de fans que podien aconseguir fàcilment una entrada. Després del concert d'Okinawa el 27 i 28 de juny, B'z va començar a fer concerts a l'estranger. Van llançar oficialment el seu CD a Taiwan i Hong Kong i després van fer un viatge de promoció per primera vegada en aquells dos llocs. Els seus discos van ser molt ben rebuts per aficionats locals com per tots els mitjans de comunicació. El "Live-Gym B'z 2001 -Eleven-" va tenir 46 espectacles en 19 localitats i 600.000 espectadors en total. Després de la gira "Eleven", B'z es va preparar per a la primera gira per Àsia que incloïa "B'z Live-Gym in Taipei 2001" el 25 d'agost i el "B'z Live-Gym in Hong Kong 2001" el 26 d'agost i "B'z Live-Gimnàs a Hong Kong 2001". La primera gira per Àsia va ser un èxit. La resta de l'any van centrar-se en les seves carreres com a solistes.
Quan B'z començava a gravar a principis de 2002, Tak va acabar els seus àlbums en solitari. El 27 de febrer, es van publicar els dos albums en solitari:Dragon From The West que es componia de cançons de rock dur, i Hana, que incloïa cançons més melòdiques i orientals. B'z va acabar la gravació a mitjan maig, i va començar l'assaig a Tòquio per a la gira "Live-Gym" que havia de començar aviat. B'z va fer un concert juntament amb Aerosmith a l'escenari de la FIFA World Cup 2002 Corea/Japó, a l'Estadi de Tòquio el 27 de juny.
El 3 de juliol, just abans de la gira van treure l'àlbum "Green", que donava també nom a la gira que començaria el 8 de juliol i acabaria el 9 de setembre, amb 700.000 espectadors en un total de 14 concerts en 11 ciutats. Al setembre, després de l'últim concert a Osaka, B'z va fer la seva primera gira pels EUA. El 9 d'octubre, Inaba va llançar el seu segon àlbum en solitariShian, cinc anys i mig després del seu primer àlbum en solitari. L'11 de desembre, el seu primer àlbum recopilatori de balades The Ballads ~Love & B'z~ es va posar a la venda.
L'any 2003 va marcar el seu 15è aniversari i els dos van començar a gravar des de principis d'any, viatjant als Estats Units per a l'enregistrament. A part de B'z, Inaba va llançar el seu single en solitari, "KI", l'11 de juny. Juntament amb aquests llançaments, va començar la gira de B'z Live-Gym The Final Pleasure "It's Showtime!!". Es va iniciar el 3 de juliol a Hakodate Shimin Kaikan i va acabar a Nagisa, el 21 de setembre, que irònicament va ser el dia del seu debut, amb un total de 23 concerts.
Després del concert de Nagisa, B'z va viatjar als EUA per fer la gira "B'z Live-Gym 2003 Banzai in North America", que va constar de 7 concerts en llocs com Las Vegas, Los Angeles, San Francisco, Seattle o Vancouver. El seu tretzè album,Big Machine, va ser llançat el 17 de setembre. Mentre volaven de tornada al Japó, B'z començar la seva tercera gira del 2003, "B'z Live-Gym 2003 Big Machine". Va ser una gira feta a sis llocs, com al Saitama Super Arena a Tòquio Dome el desembre. Durant la gira, Tak va anunciar el següent projecte en solitari. Va treballar amb la difunta Izumi Sakai de Zard per a la cançó "Ihoujin", així com amb Mai Kuraki per a la cançó "Imitation Gold".
L'inici de 2004, B'z tornar a l'estudi per a l'enregistrament de noves cançons. El 25 de febrer, un DVD, Typhoon No.15 ~B'z Live-Gym The Final Pleasure "It's Showtime!!" in Nagisaen~ a Nagisa-en, va ser posat a la venda. La resta de l'any es van centrar en els seus projectes en solitari. Poc després d'acabar cada un amb la seva gira en solitari, van continuar gravant.
El 6 d'abril de 2005, va llançar el seu catorzè àlbum The Circle. Per a l'enregistrament de l'àlbum, el duet va posar molt d'èmfasi en el so de la veu. Per a les activitats de promoció, B'z comença la gira de B'z Live-Gym 2005 "Circle of Rock" que es va tenir lloc entre abril i setembre, amb un total de 27 espectacles en 41 localitats. L'1 d'agost, el box set The Complete B'z , va ser llançat digitalment només per als japonesos a l'iTunes Store. El 28 de juny de 2006, el seu quinzè àlbum original Monstreva ser posat a la venda. La major part de la gravació va tenir lloc a Los Angeles. B'z va donar inici a la gira de B'z Live-Gym 2006 "Monster's Garage" des d'Amami Bunka Center el 2 de juliol, després de 17 concerts en total, incloses actuacions a 11 localitats i 450.000 espectadors. Al final de 2007, mconcretament el 5 de desembre, B'z va llançar el seu quinzè àlbum Action. Les parts de bateria dels singles "Eien no Tsubasa" i "Super Love Song", van ser gravades pels bateries Josh Freese i Jeremy Colson respectivament. El 19 de novembre de 2007, B'z va ser inclòs al Hollywood's RockWalk com el primer grup asiàtic a Sunset Boulevard, Califòrnia, EUA.

### El 20è aniversari de B'z: 2008
Al febrer de 2008, B'z va llançar un DVD titulat "Live In B'z Nanba". L'espectacle va ser gravat el 2006 i també va ser transmès on line. El 16 d'abril de 2008, la banda va llançar el seu quaranta-cinquè single, "Burn -Fumetsu no Face-", que es va convertir en el seu quarantè primer senzill en aconseguir el número 1 consecutivament.
El 2008 va marcar el vintè aniversari de la banda. Per commemorar l'ocasió, es va fer la campanya "B'z 20" que constava de dos àlbums recopilatoris més. B'z The Best "Ultra Pleasure" va ser posat a la venda el 18 de juny de 2008 i va presentar el major dels èxits de la banda en una col·lecció de dos discos, i en ordre cronològic, amb dos enregistraments moderns totalment nous de singles anteriors. B'z The Best "Ultra Treasure" va ser posat en llibertat el 17 de setembre de 2008. La seva llista de cançons de dos discos, es va decidir pels fans que van ser convidats a votar per tres de les moltes cançons en el lloc web del 20è aniversari de B'z, que incloïa una cançó exclusiva en un paquet de regal de tres discos.
El 25 de gener de 2008, B'z realitzar l'última de les seves "Showcase", que generalment són petits concerts de les cançons dels àlbums més antics i menys coneguts (com ara les del costat B) que són majoritàriament inadequades per als concerts més importants. Posteriorment, B'z es va embarcar en la gira "Action" que va haver-hi arreu del Japó. Després, es va fer la transició a la seva gira Pleasure de 2008, titulada "Glory Days". Durant el mes de setembre, B'z va dur a terme nou actuacions en tres ciutats.

### Des de 2009
Després de la seva gira del 2008, B'z tornar a l'estudi per a gravar nou material. El seu primer llançament de l'any va ser un doble A, "Ichibu to Zenbu/Dive", llançat el 5 d'agost de 2009 que comptava amb el bateria Txad Smith. La manca de cançons completes era per la baixada de tons (Chaku Uta) de "Ichibu to Zenbu" que va començar el 13 de juliol de 2009, i la descàrrega de tons de les cançons completes (Chaku Uta Full) es van iniciar el 26 d'agost de 2009. Per la seva forta descàrrega de vendes a l'agost i setembre a Recochoku, la cançó va ser el "Monthly Recochoku Award, Best Song Award Grand Prix" ("Premi Mensual Recochoku, Millor Cançó Premi Grand Prix") per Chaku Uta i Chaku Uta Full cada un durant dos mesos consecutius. El 13 d'octubre de 2009, el KDDI també va anunciar que "Ichibu a Zenbu" va ser guardonada amb el "Premi Utatomo" de setembre de 2009 per les vendes a "Utatomo via au's LISMO". El segon single de l'any va ser "My Lonely Town". El CD del single va ser llançat el 14 d'octubre de 2009. Tots dos singles van aparèixer a l'àlbum Magic, llançat el 18 de novembre de 2009. El 10 de desembre de 2009, es va anunciar que la seva cançó "Ichibu a Zenbu" va guanyar el premi "Billboard Japan Hot 100 of the Year 2009".
Després del B'z Live-Gym 2010 "Ain't No Magic" Tour, es van centrar en les seves activitats en solitari i no van treure cap single com a duo el 2010. Matsumoto va llançar l'àlbum Take Your Pick amb en Larry Carlton el 2 de juny de 2010. L'àlbum d'Inaba va ser Hadou i va ser llançat el 18 d'agost de 2010, debutant en el número u en les llistes d'àlbums d'Oricon. Take Your Pick va guanyar el premi Grammy a la Millor Àlbum Instrumental Pop als 53ns Premis Grammy el 13 de febrer de 2011.

## Discografia

### Singles
- 1998 - だから その 手 を 離し て (Dakara Sono Te o Hanashite) - 21 de setembre
- 1989 - 君 の 中 で 踊りたい (Kimi no Naka de Odoritai) - 21 de maig
- 1990
  - LADY-GO-ROUND - 21 de febrer
  - Be There - 25 de maig
  - 太陽 の Komachi Angel (Taiyo no Komachi Angel) - 13 de juny
  - Easy Come, Easy Go! - 3 d'octubre
  - 愛しい 人 よ "Good Night ... (Itoshii Hitoyo Good Night ...) - 24 d'octubre
- 1991
  - LADY NAVIGATION - 27 de març
  - ALONE - 30 d'octubre
- 1992
  - Blowin '- 27 de maig
  - ZERO - 7 d'octubre
- 1993
  - 愛 の まま に わがまま に 僕 は 君 だけ を 傷つけない (Ai no Mama ni Wagamama ni Bokuwa Kimidake o Kizutsukenai) - 17 de març
  - 裸足 の 女神 (Hadashi no Megami) - 2 de juny
- 1994
  - Don't Leave Me - 9 de febrer
  - MOTEL - 21 de novembre
- 1995
  - ねがい (Negai) - 31 de maig
  - Love me, I love you - 7 de juliol
  - LOVE PHANTOM - 11 d'octubre
- 1996
  - ミエナイチカラ ~ INVISIBLE ONE ~ (Mienai Chika-INVISIBLE ONE-) - 6 de març
  - Real Thing Shaker - 15 de maig
- 1997
  - Fireball - 5 de març
  - Calling - 9 de juliol
  - Liar! Liar! - 8 d'octubre
- 1998
  - さまよえる 蒼い 弾丸 (Samayoeru Aoi Danga) - 8 d'abril
  - HOME - 8 de setembre
- 1999 - ギリギリ chop (Giri Giri chop) - 9 de juny - Sisè opening del Detectiu Conan.
- 2000
  - 今夜 月 の 見える 丘 に (Konya Tsuki no Mieru Oka ni) - 9 de febrer
  - May - 24 de maig
  - Juice - 12 de juliol
  - RING - 4 d'octubre
- 2001
  - Ultra Soul - 14 de març
  - GOLD - 8 d'agost
- 2002 - 熱き 鼓動 の 果て (Atsuki Kodou no Hate) - 5 de juny
- 2003
  - IT'S SHOWTIME!! - 26 de març
  - 野性 の ENERGY (Yasei no ENERGY) - 16 de juliol
- 2004
  - BANZAI - 5 de maig
  - Arigato - 1 de setembre
- 2005
  - 愛 の バク ダン (Ai no Bakudan) - 9 de març
  - OCEAN - 10 d'agost
- 2006
  - 冲动 (Shoudou) - 25 de gener - Dissetè opening del Detectiu Conan.
  - ゆる ぎないものひとつ (Yuruginaimono Hitotsu) - 12 d'abril - Ending de la desena pel·lícula del Detectiu Conan.
  - SPLASH! - 7 de juny
- 2007
  - 永遠 の 翼 (Eien no Tsubasa) - 9 de maig
  - SUPER LOVE SONG - 3 d'octubre
- 2008
  - BURN - フメツノフェイス - (BURN-Fumetsu no Face-) - 16 d'abril
- 2009
  - イチブトゼンブ / DIVE (Ichibutozenbu / DIVE) - 5 d'agost
  - MY LONELY TOWN - 14 d'octubre
- 2011
  - Sayonara Kizu darak no Hibi jo (Goodbye Painful days) 13 d'abril
  - Don't Wanna Lie - 1 de juny - Trentaunè opening i ending de la quinzena pel·lícula del Detectiu Conan.

### Discs
- B'z, 1988
- OFF THE LOCK, 1989
- BREAK THROUGH, 1990
- RISKY, 1990
- IN THE LIFE, 1991
- RUN, 1992
- The 7th Blues, 1994
- LOOSE, 1995
- SURVIVE, 1997
- Brotherhood, 1999
- ELEVEN, 2000
- GREEN, 2002
- BIG MACHINE, 2003
- THE CIRCLE, 2005
- MONSTER, 2006
- ACTION, 2007
- MAGIC, 2009
- C'mon, 2011
- EPIC DAY, 2015
- DINOSAUR, 2017
- NEW LOVE, 2019
- Highway X, 2022